# Convento di San Salvatore
Il convento di San Salvatore è un convento cattolico francescano situato nei pressi della Porta nuova nella Città Vecchia di Gerusalemme. La struttura comprende la curia della Custodia di Terra Santa, la chiesa, gli uffici parrocchiali della comunità di rito latino di Gerusalemme, il seminario teologico della Custodia, l'infermeria per i frati non autosufficienti, una biblioteca, una scuola cattolica e l'istituto musicale "Magnificat".

## Storia
Nel 1551 i francescani furono esiliati dai turchi dal Monte Sion e ripararono nell'ex monastero georgiano di San Giovanni il Teologo situato nella Città Vecchia. Il sultano Solimano il Magnifico autorizzò l'insediamento dei francescani nel monastero.
Questi ultimi acquistarono infine l'intero sito dalla Chiesa ortodossa georgiana nel 1559.
Già negli anni '40 dell'800 la chiesa non era più considerata sufficiente per le esigenze della parrocchia, ma fu solo nel 1850 che il sultano Abdülmecid I concesse il permesso di demolirla e costruirne una nuova, a condizione che non fosse più grande della precedente. Fondi per la costruzione furono donati dall'imperatore austro-ungarico Francesco Giuseppe I in occasione della sua visita a Gerusalemme nel 1869. La costruzione durò tre anni e fu completata il 29 novembre 1885. L'architetto, padre Raffaele Cingolani da Montecassiano, si ispirò al lavoro dell'architetto italiano Giacomo Barozzi da Vignola.
Nel 1985 la chiesa e il convento furono ristrutturati in occasione del centenario della costruzione della nuova chiesa.
Nel corso degli anni sono stati costruiti una scuola cattolica per ragazzi e ragazze, una tipografia (successivamente trasferita a Betfage) e una scuola di musica, l'istituto "Magnificat".